# Unterseeboot 738
L'Unterseeboot 738 ou U-738 est un sous-marin allemand (U-Boot) de type VIIC utilisé par la Kriegsmarine pendant la Seconde Guerre mondiale.
Le sous-marin fut commandé le 10 avril 1941 à Dantzig (Schichau-Werke), sa quille fut posée le 25 février 1942, il fut lancé le 12 décembre 1942, et mis en service le 20 février 1943, sous le commandement du Leutnant zur See Erich-Michael Hoffmann.
L'U-738 n'effectua aucune patrouille, par conséquent il n'endommagea ou ne coula aucun navire.
Il fut coulé lors d'une collision avec un navire allemand en février 1944. Renfloué, il est démoli en 1946.

## Conception
Unterseeboot type VII, l'U-738 avait un déplacement de 769 tonnes en surface et 871 tonnes en plongée. Il avait une longueur totale de 67,10 m, un maître-bau de 6,20 m, une hauteur de 9,60 m et un tirant d'eau de 4,74 m. Le sous-marin était propulsé par deux hélices de 1,23 m, deux moteurs diesel Germaniawerft M6V 40/46 de 6 cylindres en ligne de 1 400 cv à 470 tr/min, produisant un total de 2 060 à 2 350 kW en surface et de deux moteurs électriques AEG GU 460/8–27 de 375 cv à 295 tr/min, produisant un total 550 kW, en plongée. Le sous-marin avait une vitesse en surface de 17,7 nœuds (32,8 km/h) et une vitesse de 7,6 nœuds (14,1 km/h) en plongée. Immergé, il avait un rayon d'action de 80 milles marins (150 km) à 4 nœuds (7,4 km/h; 4,6 milles par heure) et pouvait atteindre une profondeur de 230 m. En surface son rayon d'action était de 8 500 milles nautiques (soit 15 700 km) à 10 nœuds (19 km/h).
 L'U-738 était équipé de cinq tubes lance-torpilles de 53,3 cm (quatre montés à l'avant et un à l'arrière) qui contenait quatorze torpilles. Il était équipé d'un canon de 8,8 cm SK C/35 (220 coups) et d'un canon antiaérien de 20 mm Flak. Il pouvait transporter 26 mines TMA ou 39 mines TMB. Son équipage comprenait 4 officiers et 40 à 56 sous-mariniers.

## Historique
Il commence sa période d'entraînement initial et de formation de base dans la 8. Unterseebootsflottille jusqu'à son accident, avant le terme de sa période de formation.
Le 3 août 1943, deux hommes sont perdus lorsqu'ils chutent accidentellement par-dessus bord en mer Baltique (Bootsmaat Heinz Richter & Matrosengefreiter Josef Häseling).
Le 14 février 1944, le sous-marin effectue des exercices en mer Baltique lorsqu'il entre en collision avec le navire marchand allemand Erna, au nord de Gotenhafen à la position géographique 54° 32′ N, 18° 36′ E.
22 des 46 hommes d'équipage meurent dans cet accident.
L'U-738 est renfloué le 27 février 1944, remorqué à Gotenhafen et désarmé le 3 mars 1944. Utilisé comme navire cible jusqu'en novembre 1944, il est remorqué à Neustadt en janvier 1945 et démoli en 1946 après avoir été capturé par les forces britanniques en mai 1945.

## Affectations
- 8. Unterseebootsflottille du 20 février 1943 au 14 février 1944 (Période de formation).

## Commandement
- Leutnant zur See Erich-Michael Hoffmann du 20 février 1943 au 14 février 1944.